# Lithobiont
Een lithobiont is een organisme dat op (epilitisch of saxicool) of in (endolithisch) een gesteente leeft. Planten met een lithobiontische leefwijze heten lithofyten.
Endolithische lithobionten zijn meestal extremofiele micro-organismen die bijvoorbeeld diep in de aardkorst door kunnen dringen. Lithobionten zijn vaak anaerobe archaea met een zeer trage stofwisseling. Daardoor leven ze zeer traag en vermenigvuldigen ze zich langzaam waardoor ze zich vaak niet meer dan een millimeter per jaar door gesteenten verplaatsen en op een geologische tijdschaal leven. Onder de korstmossen komen een aantal endolithische soorten voor, zowel in kalksteen als graniet, zoals in de geslachten strontjesmos, granietkorst en stippelkorst.
Lithobiontische levensgemeenschappen spelen vermoedelijk een belangrijke rol bij geologische processen zoals bij de verwering van gesteenten. De verweringspatina's op gesteenten zijn voorbeelden van lithobiotische biofilms.